# Dorsum Cushman
Il Dorsum Cushman è una catena di creste lunari intitolata al geologo e paleontologo statunitense Joseph Augustine Cushman nel 1976. Si trova nel Mare Fecunditatis e ha una lunghezza di circa 80 km.